# Jean McLean
Jean McLean (Panamá, Panamá, Panamá, 16 de enero de 1984) es un exfutbolista panameño. Jugo de mediocampista.

## Selección Nacional

### Categorías inferiores
Fue convocado para disputar el Torneo Sub-20 de la Concacaf 2003 y el Copa Mundial de Fútbol Sub-20 de 2003.

### Selección Absoluta
Debutó con la selección absoluta el 22 de agosto de 2007 en la victoria contra  Guatemala.

### Participaciones en selección nacional
| Copa                     | Categoría | Sede    | Resultado       | Partidos | Goles |
| ------------------------ | --------- | ------- | --------------- | -------- | ----- |
| Campeonato Sub-20 2003   | Sub-20    | Panamá  | Campeón         | 3        | 0     |
| Copa Mundial Sub-20 2003 | Sub-20    | Polonia | Fase de aGrupos | 3        | 0     |

## Clubes
| Club                    | País     | Año         |
| ----------------------- | -------- | ----------- |
| Plaza Amador            | Panamá   | 2006 - 2008 |
| Tauro F. C.             | Panamá   | 2008 - 2009 |
| América de Cali         | Colombia | 2010        |
| Tauro F. C.             | Panamá   | 2010 - 2014 |
| Alianza F. C.           | Panamá   | 2016        |
| C. D. Plaza Amador      | Panamá   | 2017        |
| S. D. Atlético Nacional | Panamá   | 2017 - 2018 |

## Palmarés

### Títulos nacionales
| Título           | Club     | País   | Año    |
| ---------------- | -------- | ------ | ------ |
| Primera División | Tauro FC | Panamá | 2010-A |
| Primera División | Tauro FC | Panamá | 2012-C |
| Primera División | Tauro FC | Panamá | 2013-A |